# Shinji Kobayashi
Shinji Kobayashi (jap. 小林 伸二 Kobayashi Shinji; ur. 24 sierpnia 1960) – japoński piłkarz występujący na pozycji napastnika.

## Kariera piłkarska
Od 1983 do 1992 roku występował w klubie Mazda.

## Kariera trenerska
Po zakończeniu piłkarskiej kariery pracował jako trener w Oita Trinita, Cerezo Osaka, Montedio Yamagata, Tokushima Vortis i Shimizu S-Pulse.